# Яковлевич, Милица
Милица Яковлевич известная под псевдонимом Мир Ям (серб. Милица Јаковљевић, Мир-Јам; 22 апреля 1887, Ягодина, Королевство Сербия — 22 декабря 1952, Белград, СФРЮ) — сербская и югославская писательница, драматург и журналистка.

## Биография
Детство провела в Крагуеваце. Окончив педагогическую школу более 10 лет учительствовала в сельских школах. После окончания Первой мировой войны переселилась в Белград. Работала журналисткой в белградских «Новостях», позднее сотрудничала с «Воскресными иллюстрациями», после была журналистом в газете «Глас». В то время женщина-журналист была большой редкостью, хотя знаменитой она стала благодаря своей прозе. Милица Яковлевич была самой читаемой журналисткой и писательницей в межвоенный период. Под псевдонимом Мир Ям опубликовала большое количество рассказов о любви и романов. Критики называли её Джейн Остин сербского литературы.
Вела замкнутый образ жизни и во многом отличалась от своего брата, известного писателя Стевана Яковлевича, автора «Сербской трилогии».
Автор романов и рассказов о любви и браке, хотя сама писательница так и не вышла замуж. Книги Милицы легкого романтического содержания, простого и выразительного стиля.
Умерла от воспаления легких.

## Избранные произведения
Романы
- «Раненый орел»,
- «Это было однажды ночью на Адриатике»,
- «Непобедимое сердце»,
- «Кража мужчины»,
- «Грех её мамы»,
- «В словенских горах»,
- «Единоличник в браке»,
- «Маленькая супруга».

Сборники рассказов
- «Дама в голубом»,
- «Зеленоглазая девушка»,
- «Честное слово мужчины»,
- «Все они любят любовь».

Театральные пьесы
- «Там далеко»,
- «Эмансипированная семья».

Интерес к творчеству Мир Ям, незаслуженно забытой после Второй мировой войны, в последние годы заметно возрос. Несколько её произведений были экранизированы в кино и на сербском телевидении (фильм «Раненый орел» (2009), 17-серийный одноименный сериал (2008—2009), 18-серийный сериал «Грех её мамы» (2009), 15-серийный сериал «Непобедимое сердце» (2010, 1 сезон), 9-серийный сериал «Единоличник в браке» (2013, 1 сезон), ТВ-сериал «Летние ночи»).